# Katharina Gallhuber
Katharina Gallhuber (* 16. Juni 1997 in Scheibbs, Niederösterreich) ist eine österreichische Skirennläuferin. Sie gehört seit 2018 der Nationalmannschaft des Österreichischen Skiverbandes an und ist auf die technischen Disziplinen Slalom und Riesenslalom spezialisiert.

## Biografie
Gallhuber stammt wie Kathrin Zettel, Thomas Sykora, Elfi Deufl und einige andere ehemalige Weltcupläufer aus Göstling an der Ybbs und setzt damit die Tradition des größten niederösterreichischen Skiortes fort. Das Skifahren erlernte sie im Alter von drei Jahren auf dem Hochkar. 2013 gewann sie den Slalom beim Trofeo Topolino. Zwei Jahre später nahm sie am Europäischen Olympischen Winter-Jugendfestival in Malbun teil, wo sie im Slalom hinter Leona Popović die Silbermedaille gewann. Ihr Europacup-Debüt gab Gallhuber im selben Winter im bayerischen Bad Wiessee. Bei den österreichischen Meisterschaften in Hinterstoder verpasste sie als Vierte des Riesenslaloms nur knapp einen Podestrang. In der folgenden Saison 2015/16 wurde sie vermehrt im Europacup eingesetzt, wo sie am 21. Jänner 2016 nach zwei Podestplätzen im Slalom von Oberjoch ihren ersten Sieg feiern konnte. Nach insgesamt sechs Podestplätzen beendete sie die Saison mit den Rängen vier und zwei in Gesamt- und Slalomwertung.
Ihr Weltcup-Debüt gab Gallhuber am 24. Oktober 2015 im Riesenslalom von Sölden. Im Slalom von Aspen errang sie in ihrem erst dritten Weltcuprennen mit Platz 26 erstmals Punkte. In Santa Caterina landete sie zum ersten Mal unter den besten 20, ehe sie sich im zweiten Slalom von Flachau mit Platz elf erstmals den Top 10 annäherte. Bei den Juniorenweltmeisterschaften 2016 in Sotschi gewann sie die Silbermedaille im Slalom. Im Februar 2017 nahm sie nach einer durchwachsenen Weltcupsaison an den Weltmeisterschaften in St. Moritz teil, wo sie im zweiten Durchgang des Slaloms ausschied. Am 26. November 2017 erreichte sie mit dem siebten Platz im Slalom von Killington erstmals ein Top-10-Resultat, dem sie im Laufe der Saison fünf weitere folgen ließ. 
Bei den Olympischen Spielen in Pyeongchang gewann die damals 20-Jährige mit Laufbestzeit im zweiten Durchgang überraschend die Bronzemedaille im Slalom, nachdem sie im ersten Lauf noch auf Rang neun gelegen war. Zusätzlich errang sie gemeinsam mit Stephanie Brunner, Manuel Feller, Katharina Liensberger, Michael Matt und Marco Schwarz die Silbermedaille im erstmals olympisch ausgetragenen Mannschaftswettbewerb. Nach fünf weiteren Top-10-Platzierungen zu Beginn der Saison 2018/19 zog sich Gallhuber am 14. Dezember 2018 im Slalomtraining am Semmering einen Kreuzband- und Meniskusriss im rechten Knie zu.
Nach der Verletzungspause konnte Gallhuber ihr früheres Leistungsniveau lange Zeit nicht mehr erreichen, weshalb sie wieder vermehrt im Europacup zum Einsatz kam. Für die Weltmeisterschaften 2021 vermochte sie sich nicht zu qualifizieren. Um den Jahreswechsel 2021/22 herum erzielte sie drei Top-10-Platzierungen in Folge, weshalb sie für die Olympischen Winterspiele 2022 in Peking nominiert wurde; dort fuhr sie im Slalom auf Platz 14. Im Sommertrainingslager in Ushuaia zog sich Gallhuber erneut schwere Verletzungen zu, betroffen waren diesmal das Kreuzband sowie der Außen- und Innenmeniskus im linken Knie. Nach erfolgter Operation verpasste sie die gesamte Saison 2022/23.

## Persönliches
Ihr Bruder Philipp Gallhuber (* 1995) ist ein ehemaliger Fußballspieler, der zuletzt beim SKU Amstetten unter Vertrag stand und mittlerweile als Trainer tätig ist.

## Erfolge

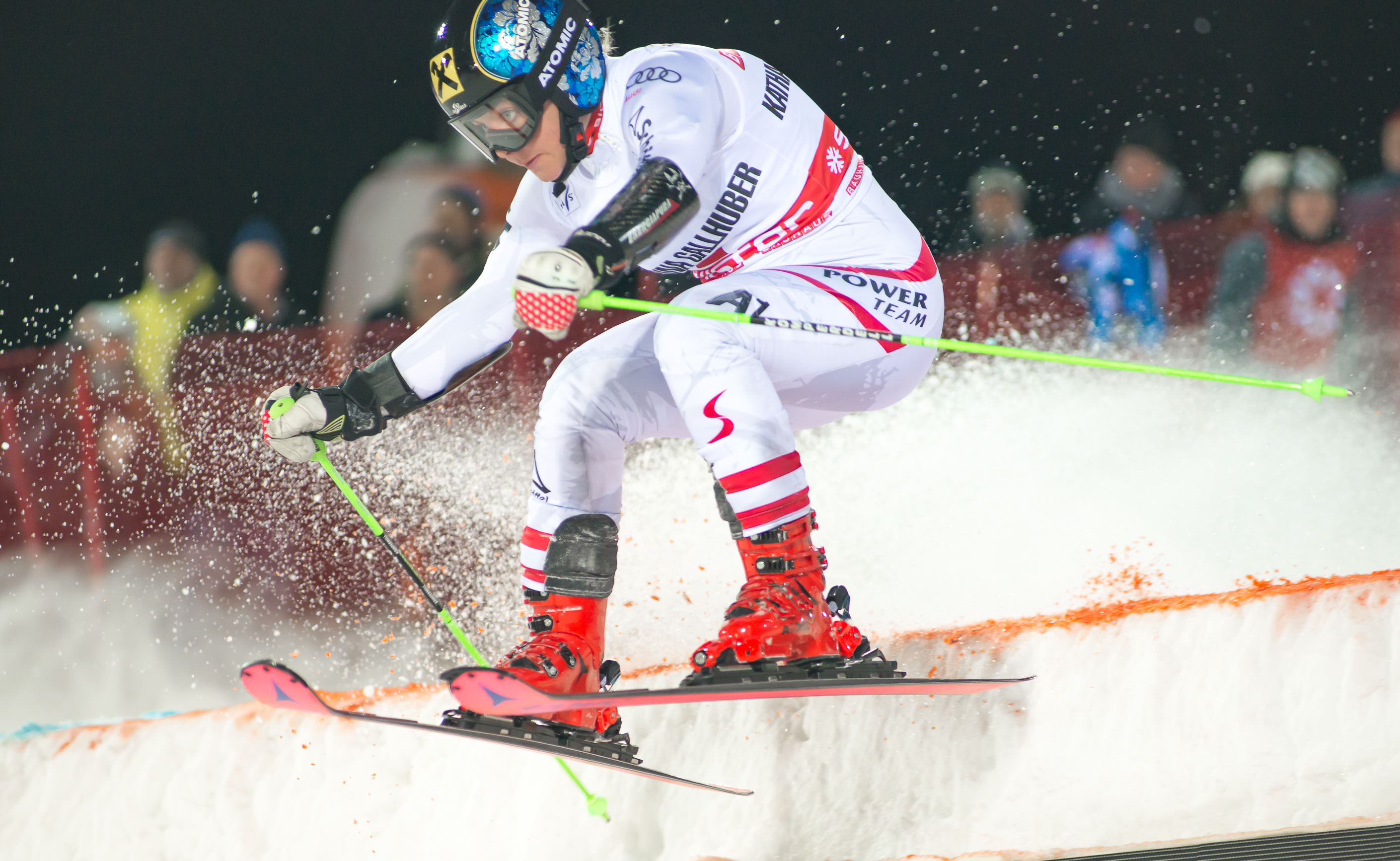
Katharina Gallhuber beim City Event in Stockholm (2018)

### Olympische Spiele
- Pyeongchang 2018: 2. Mannschaftswettbewerb, 3. Slalom
- Peking 2022: 14. Slalom

### Weltcup
- 19 Platzierungen unter den besten zehn

### Weltcupwertungen
| Saison  | Gesamt | Gesamt | Slalom | Slalom | Parallel | Parallel |
| Saison  | Platz  | Punkte | Platz  | Punkte | Platz    | Punkte   |
| ------- | ------ | ------ | ------ | ------ | -------- | -------- |
| 2015/16 | 86.    | 44     | 33.    | 44     | –        | –        |
| 2016/17 | 86.    | 35     | 32.    | 35     | –        | –        |
| 2017/18 | 26.    | 303    | 7.     | 303    | –        | –        |
| 2018/19 | 61.    | 97     | 23.    | 97     | –        | –        |
| 2019/20 | 68.    | 72     | 19.    | 72     | –        | –        |
| 2020/21 | 49.    | 108    | 17.    | 108    | –        | –        |
| 2021/22 | 56.    | 125    | 18.    | 122    | 28.      | 3        |
| 2023/24 | 53.    | 162    | 17.    | 162    | –        | –        |

### Europacup
- Saison 2015/16: 4. Gesamtwertung, 2. Slalomwertung
- Saison 2016/17: 7. Gesamtwertung, 2. Slalomwertung
- 14 Podestplätze, davon 2 Siege:

| Datum             | Ort       | Land        | Disziplin      |
| ----------------- | --------- | ----------- | -------------- |
| 21. Jänner 2016   | Oberjoch  | Deutschland | Slalom         |
| 17. Dezember 2016 | Kronplatz | Italien     | Parallelslalom |

### Juniorenweltmeisterschaften
- Sotschi 2016: 2. Slalom

### Weitere Erfolge
- Zweite bei den Liechtensteiner Staatsmeisterschaften im Slalom 2015
- Silber beim EYOF 2015 im Slalom
- 2 Siege in FIS-Rennen